# Pigí (Corfou)
Pour les articles homonymes, voir Pigí (homonymie).
Pigí (grec moderne : Πηγή) est une localité située dans le dème de Corfou-Nord, dans le district régional de Corfou, dans la périphérie des Îles Ioniennes, en Grèce.
Selon le recensement de 2021, elle compte 2 habitants.